# Melanconium bicolor
Melanconium bicolor är en svampart som beskrevs av Nees 1816. Melanconium bicolor ingår i släktet Melanconium och familjen Melanconidaceae.   Inga underarter finns listade i Catalogue of Life.